# KZ-Außenkommando Eisen- und Hüttenwerke AG

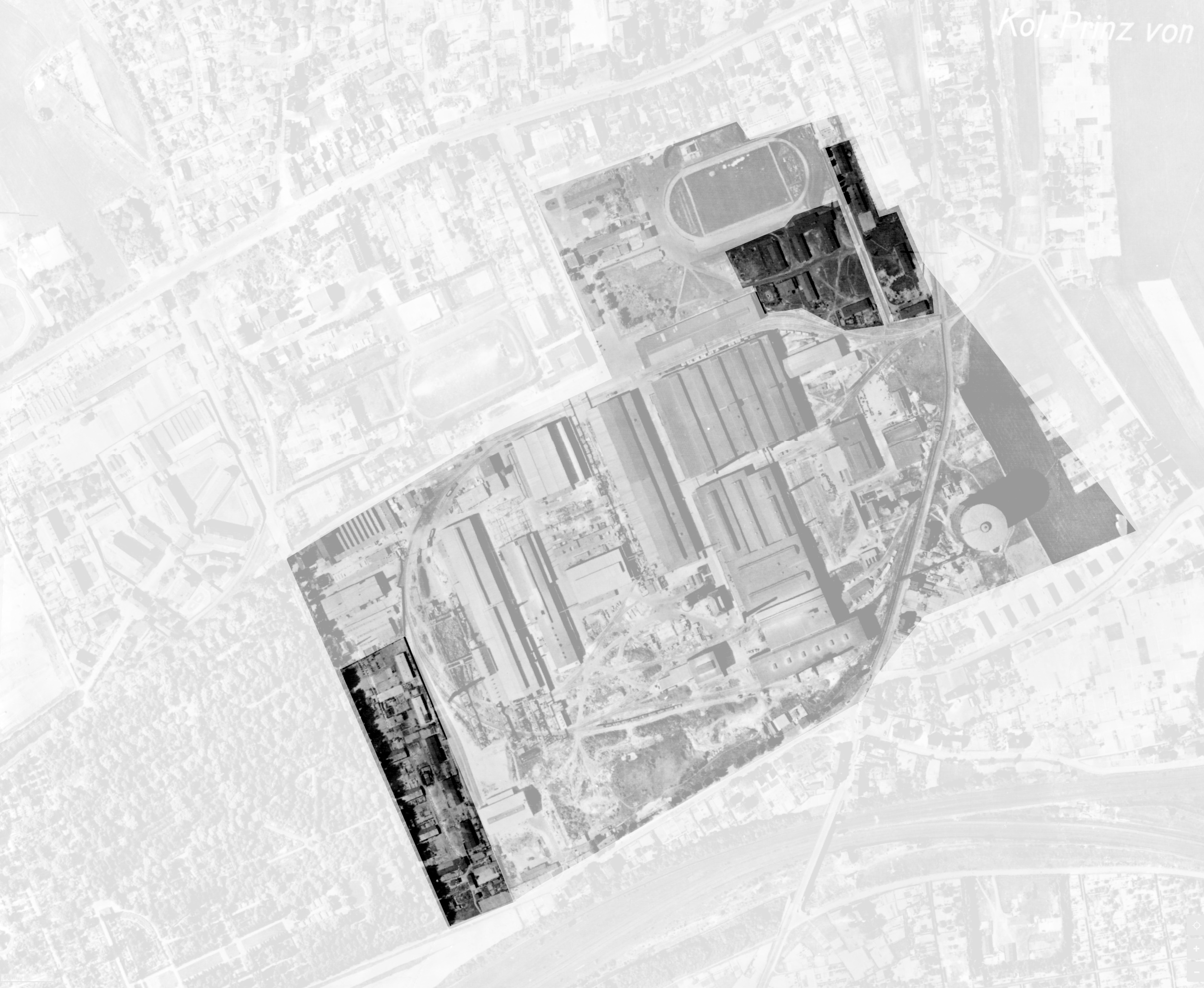
Das Gelände der Stahlwerke Bochum, ehemals Eisen- und Hüttenwerke (ca. 1952). Hervorgehoben sind erhaltene Strukturen von Baracken, welche als Zwangsarbeiterlager gedient haben können. Das KZ-Außenlager wurde links unten verortet.

Das KZ-Außenkommando Eisen- und Hüttenwerke AG auf dem Werksgelände des gleichnamigen Stahlkonzerns Eisen- und Hüttenwerke AG an der Castroper Straße in Bochum war eines von etwa 136 Außenkommandos des Konzentrationslagers Buchenwald. Es war eines von mehr als 100 Lagern für die Zwangsarbeiter in Bochum und Wattenscheid, die dazu beitragen sollten, die Kriegsproduktion für das nationalsozialistische Deutsche Reich im Zweiten Weltkrieg aufrechtzuerhalten.
Ein weiteres Außenlager Buchenwalds in Bochum war das KZ-Außenkommando des Bochumer Vereins an der Brüllstraße.

## Kriegsproduktion
Die Bochumer Firma Eisen- und Hüttenwerke AG, im Besitz des Otto-Wolff-Konzerns, produzierte unter anderem Platten für Panzergehäuse sowie Stahlbleche für die V2-Rakete. Im Mai 1941 erhielt das Werk die Auszeichnung „Nationalsozialistischer Musterbetrieb“. In der Zeit des Krieges wurde das Werk unter anderem 1942 und 1943 für gute Fertigungsergebnisse durch Kriegsminister Albert Speer ausgezeichnet.
Durch die Einberufungen von Industriearbeitern zur Wehrmacht gab es einen Mangel an Arbeitskräften, welchem durch den Einsatz von Frauen auf Industriearbeitsplätzen versucht wurde zu begegnen, was wiederum dem Bild der Rolle der Frau im NS-Staat widersprach. Mit der Fortsetzung des Weltkrieges wurden immer mehr ausländische Arbeitskräfte zur Fremd- und Zwangsarbeit herangezogen, in der Regel durch Zwang oder falsche Versprechungen. Für die Eisen- und Hüttenwerke sind etliche Hunderte von Männern und Frauen belegt, welche als Kriegsgefangene, „Fremdarbeiter“ oder Zwangsarbeiter in Baracken, in Lagern oder in anliegenden Gaststätten untergebracht waren. Aus einer internen Notiz geht hervor, dass im Werk 2.500 Ausländer tätig sind, im Gegensatz zu der auf 250 Personen geschrumpften Anzahl von deutschen Arbeitskräften. Am 12. Juni 1943 erfolgte der schwerste Luftangriff auf das Werk. Dabei wurde das Lager für die Zwangsarbeiter völlig zerstört.
Aufgrund des ständigen Mangels an Arbeitskräften in der Rüstungsindustrie wurde als allerletztes Mittel der Einsatz von KZ-Häftlingen freigegeben. Ihr Einsatz musste beim Wirtschafts- und Verwaltungshauptamt der SS in Oranienburg von den Firmen selbst beantragt werden. In Zusammenarbeit mit der SS, welche auch die Bewachung übernahm, errichtete das Unternehmen ein Außenlager des KZ Buchenwald auf seinem Gelände. Das Lager wurde ab dem 21. August 1944 in den Listen geführt. Die Unterbringung erfolgte in Baracken an der damaligen Lange Straße (heute Karl-Lange-Straße) / Ecke Harpener Straße.
Zu Beginn wurden 400 überwiegend jüdische KZ-Häftlinge zur Zwangsarbeit eingesetzt. Es ist wahrscheinlich, dass der Leiter des Lagers an der Brüllstraße, Obersturmführer der Waffen-SS, Hermann Großmann, auch eine Aufsichtsfunktion über dieses Lager hatte. Einzelne Zusammenarbeit der beiden Lager ist belegt. So gaben sie teilweise Sammelmeldungen nach Buchenwald. Bei einem Transport im Januar 1945 aus dem anderen Lager, bei dem „nicht mehr geeignete“ schwer erkrankte Häftlinge in das KZ zurückgeschickt wurden, mussten sich 10 Häftlinge aus dem Lager der Eisen- und Hüttenwerke dem Transport anschließen.
Anfang November 1944 waren 652 Häftlinge zur Zwangsarbeit herangezogen, bei der Auflösung noch 622 Häftlinge. Es wurden 495 als Hilfsarbeiter und 102 als Facharbeiter aufgeführt. Die Facharbeiter gliederten sich in Schlosser und Schmiede (97), Elektriker (drei) sowie je einen Anreißer und Schleifer.  Das KZ Buchenwald berechnete für die Häftlinge bei 426 Personen eine Acht-Stunden-Schicht und bei 171 eine Zehn-Stunden-Schicht. Weitere 25 Häftlinge kamen nicht zum Einsatz wegen Krankheit. Der Einsatz der Häftlinge erfolgte in dem Bereich der Fertigung der Panzerteile, auch, da dieser Bereich „von den übrigen Betriebsteilen abgeschirmt“ war und „so die geschlossene Gruppe besser unter Kontrolle zu halten (war)“.
Aufgrund der vergleichsweise geringen Kriegsschäden produzierte das Unternehmen Bochum bis zum Kriegsende. Im März 1945 zeichnete sich die Eroberung des Ruhrgebiets ab. Daher wurde das KZ-Außenlager, zusammen mit dem KZ-Außenkommando Bochum in der Brüllstraße, „wegen Feindnähe geräumt“. Der Abtransport erfolgte vermutlich am 18. März 1945. Die Ankunft der überfüllten Eisenbahn-Waggons, in denen es keinen Proviant gab, wurde am 21. März im KZ Buchenwald registriert. Aus den Lagern kamen noch ca. 1.950 Männer lebend an.

## Nachkriegszeit und Aufarbeitung

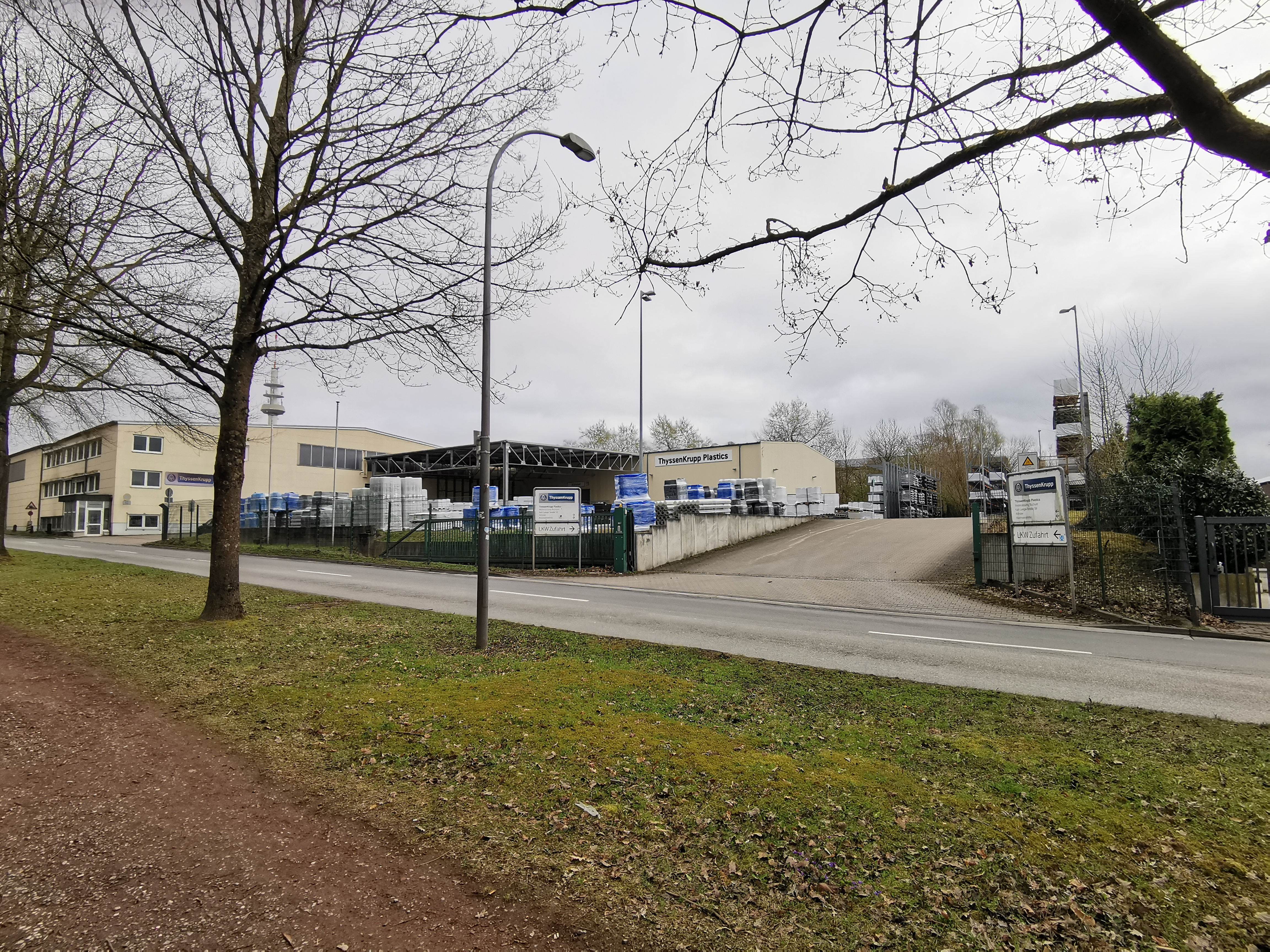
Blick auf den ehemaligen Standort des KZ-Außenlagers an der Karl-Lange-Straße, 2025

Nach Kriegsende konnte der Betrieb aufgrund der erwähnten geringen Kriegsschäden, und da keine Demontage stattfand, unverändert weitergeführt werden und erhielt bis Anfang 1946 wieder Betriebsgenehmigungen für sämtliche Bereiche. Im Februar 1947 erfolgte im Zug der Neuordnung der Eisen- und Stahlindustrie die Gründung als Stahlwerke Bochum AG (SWB).
Eine Übernahme von Verantwortung, Entschädigung oder Aufarbeitung von den beteiligten oder nachfolgenden Konzernen ist nicht bekannt. So wurde auch in dem Bildbericht Arbeit am Stahl der Stahlwerke Bochum, wahrscheinlich zum 25-jährigen Bestehen der Stahl-, Walz- und Hammerwerke erstellt, den Gepflogenheiten der Zeit entsprechend auf die NS-Zeit lediglich auf den schwersten Luftangriff eingegangen. Das Lager selbst wurde, wie etliche der Zwangsarbeiterlager in Bochum, als „Behelfswohnheim“ für Ausgebombte und Flüchtlinge aus den Ostgebieten genutzt.
Im Gegensatz zu dem anderen Lager an der Brüllstraße gibt es kaum Informationen und auch keine Erinnerung vor Ort. So war die genaue Lage des KZ-Außenlagers auf dem Gelände auch zunächst nicht genau gesichert. Erst in neueren lokalgeschichtlichen Forschungen wurde der Standort angegeben.